# Arba'a Rukun-moskee
De Arba'a Rukun-moskee is een moskee in de middeleeuwse wijk Shangani, in Mogadishu, de hoofdstad van Somalië.

## Overzicht
De moskee is een van de oudste islamitische gebedshuizen in Mogadishu. Het werd gebouwd rond 1260-1261, gelijktijdig met de Fakr ad-Din-moskee. De mihrab van de Arba'a Rukun-moskee bevat een inscriptie uit hetzelfde jaar, die de overleden stichter van de moskee, Khusra ibn Mubarak al-Shirazi (Khusrau ibn Muhammad), herdenkt.